# Хайдаров Уткірбек Абдужалілович
Уткірбек Абдужалілович Хайдаров (узб. Oʻtkirbek Abdujalilovich Haydarov; нар. 25 січня 1974, Андижан, Узбецька РСР) — узбецький боксер, бронзовий призер Олімпіади 2004, чемпіон світу 1999, чемпіон Азійських ігор 2002.

## Спортивна кар'єра
1999 року Уткірбек став чемпіоном світу в категорії до 75 кг. У фіналі переміг Адріана Д'якону (Румунія).
На Олімпійських іграх 2000 в першому бою в напруженій боротьбі він поступився Гайдарбеку Гайдарбекову (Росія) — 10-11.
2001 року на чемпіонаті світу став другим, програв у фіналі Андрію Гоголєву (Росія).
2002 року Хайдаров став чемпіоном Азійських ігор.
На чемпіонаті світу 2003 Уткірбек в чвертьфіналі програв кубинцю Йорданісу Деспан — 13-33 і вирішив додати у вазі. Він пройшов кваліфікаційний відбір на Олімпійські ігри 2004 у вазі до 81 кг.

### Виступ на Олімпіаді 2004
- Переміг Ісаака Екпо (Нігерія) — 21-11
- Переміг Абделхамі Кензі (Алжир) — 31-19
- Переміг Іхсана Тархана (Туреччина) — 16-11
- В півфіналі програв Андре Ворду (США) — 15-17 і отримав бронзову медаль.

На чемпіонаті світу 2005 Хайдаров, вигравши в чвертьфіналі у Єгора Мехонцева (Росія) — 30-29 і програвши в півфіналі Ердосу Жанабергенову (Казахстан) — 31-36, завоював бронзову нагороду. 
На Азійських іграх 2006 програв в чвертьфіналі Мехді Хорбані (Іран) — 18-31 і завершив спортивну кар'єру. 